# Ritratto di Ferdinando di Castiglia, Arciduca d'Austria
Il Ritratto di Ferdinando di Castiglia, Arciduca d'Austria è un dipinto a olio su tavola (33x28 cm) di Hans Maler, databile al 1524-1525 circa e conservato nella Galleria degli Uffizi a Firenze.

## Storia e descrizione
L'opera, tradizionalmente attribuita a Luca di Leida, mostra Ferdinando I d'Asburgo, Infante di Spagna e arciduca d'Austria, come chiarisce anche la scritta in alto, che deriva da una medaglia raffigurante Ludovico I di Baviera. Egli è rappresentato di profilo, posa legata appunto alla medaglistica, con la bocca dischiusa, che sembra voler evidenziare il mento asburgico, e un grande cappello scuro, che dà risalto alla figura.
L'opera si trovava a Gand, dove era esposta a fianco del ritratto della moglie Anna d'Inghilterra. Si conosce una replica autografa del dipinto nell'Accademia dei Concordi di Rovigo.